# Gronków
Gronków – wieś w Polsce położona w województwie małopolskim, w powiecie nowotarskim, w gminie Nowy Targ.
W latach 1954–1960 wieś należała i była siedzibą władz gromady Gronków, a po jej zniesieniu do gromady Groń. W latach 1975–1998 miejscowość administracyjnie należała do województwa nowosądeckiego.

## Położenie
Pod względem geograficznym Gronków leży we wschodniej części Kotliny Nowotarskiej, na pograniczu z Pogórzem Spisko-Gubałowskim. Na wielkich łąkach należących do Gronkowa znajdują się dwie skały zaliczane do tzw. Skalic Nowotarskich: Cisowa Skała i Grzebieniowa Skała.

## Historia
Wieś założona została w połowie XVI wieku przez Wierzbitę Starego, z inicjatywy starosty czorsztyńskiego Jana Sienieńskiego. Została ona włączona do dzierżawy dębieńskiej, obejmującej również Dębno i Ostrowsko. W roku 1595 rozpoczął się proces sądowy mieszczan nowotarskich o Gronków (jako że ich zdaniem powstał na gruntach miejskich) z wcześniej wymienionym starostą, a zarazem wojewodą podolskim (w trakcie jego trwania został on dwa razy skazany na banicję). Zaoczny wyrok sądowy na Sienieńskiego został jednak skasowany.
Kolejny proces mieszczan o Gronków toczył się z następcą Sienieńskiego – Mikołajem Wolskim. W 1605 roku powołano specjalną komisję do zbadania sprawy w terenie, jednak nie zdołała się ona zebrać przez 23 lata.
W 1630 roku dekretem królewskim Zygmunta III Wazy, z racji kolejnego procesu mieszczan przeciwko kolejnemu właścicielowi wsi – Adamowi Mniszkowi, powołano komisję składającą się z sześciu rewizorów – Marka Laskowskiego, Jana Komorowskiego, Tomasza Dębowskiego, Krzysztofa Wielogłowskiego, Mikołaja Jarockiego i Andrzeja Poniatowskiego, w celu dokonania rozgraniczenia gruntów. Z racji nieobecności mieszczan (mimo powiadomienia ich o przybyciu komisji) w trakcie przebywania rewizorów na miejscu, nie doszło do żadnych ustaleń terenowych.
W 1635 roku mieszczanie procesują się z kolejnym dzierżawcą wsi – Andrzejem Czarneckim, później jego spadkobiercą – Janem Bębnowskim. Kolejnym oponentem w wieloletnim procesie był starosta czorsztyński Jerzy Platenberg. W tej sprawie nowotarżanie szukali protekcji u biskupa krakowskiego, później także dowodów sądowych u właściciela sąsiedniej wsi węgierskiej Nowej Białej, Emeryka Horvata. Akta sądowe z XVIII wieku zaginęły, jednak wiadomo, iż proces ten trwał aż do I rozbioru Polski.
W 1772 nowotarżanie wystąpili z memoriałem do władz austriackich uzasadniając swoje prawa do Gronkowa, ponadto bliżej nieopisana sprawa dotycząca wsi toczyła się jeszcze w 1795 roku w Sądzie Grodzkim we Lwowie.
Z chwilą śmierci w 1782 roku ostatniego dzierżawcy starostwa czorsztyńskiego Gronków wszedł w skład cesarskich dóbr kameralnych. Zostały one podzielone na kilka części i sprzedane osobom prywatnym. Sekcję kościeliską (w skład której wchodziła wieś Gronków) zakupił Emanuel Homolacs, będąc jej właścicielem aż do uwłaszczenia w 1846 roku. We wsi nie było folwarku; nie ustalono, czy gronkowianie odrabiali pańszczyznę w którymś z pobliskich dworów – w Łopusznej (dwór w Łopusznej), Harklowej lub u samych Homolacsów w Ludźmierzu.
Wskutek dość szybkiego wytrzebienia pobliskich lasów, od końca XVIII wieku Gronków (wraz Bukowiną, Białką, Brzegami, Groniem, Leśnicą i niektórymi właścicielami z Zębu i Maruszyny) korzystał z lasów tatrzańskich na terenie Bukowiny. Do 1829 roku mieszkańcy tych wsi mieli swobodne prawo do poboru drewna na opał, a także reparację budynków i budowę nowych zagród (tylko w przypadku pogorzelców). Później jednak dwór ograniczał te prawa, co doprowadziło do procesu, zakończonego w 1871 roku wyrokiem zapewniającym mieszkańcom sześciu gmin (w tym Gronkowa) prawo do korzystania z lasów dworskich na potrzeby opałowe (zbiór suchych gałęzi i cieńszych wierzchołków pozostałych po wyrębie drzew). Prawo do budulca przysługiwało zaś gospodarstwom istniejącym przed 1829 rokiem.
Począwszy od XIX wieku wielu gronkowian wyemigrowało do USA; emigracja była nasilona (w latach 60. XX wieku wyjechała aż połowa mieszkańców wsi, z których nie wszyscy wrócili) aż do otwarcia rynków Europy Zachodniej dla polskich pracowników.
Pierwsza szkoła w Gronkowie powstała w 1890 r., wkrótce po tym – kaplica poświęcona św. Józefowi (wieś należała wówczas, jak i od samego założenia do parafii w Ostrowsku). W 1903 roku we wsi powstała nowa szkoła.
I wojnę światową wieś przetrwała bez większych zniszczeń, wielu gronkowian trafiło jednak na front. Od listopada 1919 do maja 1920 roku w Gronkowie stacjonowali strzelcy konni, którzy doszczętnie zniszczyli starą szkołę. W 1927 roku w Gronkowie ustanowiona została samodzielna parafia. W roku 1934 założono Ochotniczą Straż Pożarną, zaś w 1935 – orkiestrę dętą.
W 1939 roku Niemcy wkroczyli do wsi już w pierwszych dniach września. Wkrótce potem sąsiedni Spisz przyłączono do I Republiki Słowackiej, tworząc granicę państwową (na której wkrótce kwitł przemyt) biegnącą wzdłuż wschodniej części Gronkowa, a w centrum wsi postawiono w 1942 roku placówkę Grenzschutzu (budynek obecnie nieistniejący; od 1962 roku aż do wybudowania obecnej szkoły służył jako budynek szkolny). Funkcjonariusze z "Placówki" (wśród nich Ślązacy) dokonywali częstych rewizji i konfiskat w gospodarstwach. Uciążliwe dla mieszkańców było również świadczenie "kontyngentów" (sprzedaży zboża i zwierząt za symboliczną cenę) dla okupanta, jednak w zamian otrzymywało się zgodę na zakup niektórych reglamentowanych towarów. 30 mieszkańców zostało wywiezionych na przymusowe roboty do Rzeszy, powrócili wszyscy.
We wsi próbowano wprowadzić w życie ideę Goralenvolku, jednak bezskutecznie (góralską kenkartę przyjęła tylko jedna osoba, mimo obietnic kart żywnościowych i odzieżowych, a także wolności od wywózki na roboty do Niemiec i przydziału ziemi skonfiskowanej "nielojalnym" Polakom).
Od roku 1943 trwało kopanie okopów od Gorców po Kobylarzówkę; do pracy ściągano ludzi z całego Podhala, a także spoza regionu; okopy nigdy nie spełniły swojej funkcji z powodu niedostatecznego obsadzenia wojskiem, ich pozostałości są do dzisiaj widoczne.
Pokłosiem wybuchu powstania warszawskiego był "czarny czwartek" w Nowym Targu, 3 sierpnia 1944 roku, gdy Niemcy zorganizowali łapankę (jako "prewencyjną pacyfikację") ludzi uczestniczących w jarmarku, których potem wywieziono do obozu przejściowego w Nowym Sączu (w tym kilku gronkowian).
Wieś została wyzwolona od okupanta niemieckiego 28 stycznia 1945 roku. W walce zginęło 19 Niemców (których ciała zakopano w rejonie skrzyżowania drogi na Bór i Białkę Tatrzańską) i jeden Rosjanin, którego pochowano z honorami na miejscowym cmentarzu (grób ten istnieje do dzisiaj jako grób nieznanego żołnierza).
Zgodnie z opowiadaniem mieszkańca wsi, Jana Kozieła, kilka dni przed wkroczeniem Rosjan, gdy wraz z kolegami był w karczmie, do budynku wkroczyła grupa Niemców, w większości oficerów. Na widok próbujących uciekać gronkowian jeden z nich powiedział czystą polszczyzną: "Nas się nie bójcie. Za kilka dni przyjdą tu Ruscy to zobaczycie co oni są warci"; ów oficer pochodził z Częstochowy.
W noc sylwestrową 1945/1946 przez wieś przeszli ludzie Kurasia – "Ognia", wykonując na 6 mieszkańcach wyroki śmierci; ofiar byłoby więcej, jednak oprawcy nie zastali ich w domach; nie wiadomo, dlaczego nie wykonano wyroków na kilku innych "skazanych" (między innymi proboszczu i kierowniku szkoły). Partyzanci grozili również spaleniem całej wsi, jeśli ktokolwiek pójdzie na pogrzeb zamordowanych. Do dzisiaj nie są znane motywy wydania przez "Ognia" wyroków na te osoby. Ogółem, w czasie wojny i w kilka lat po niej zginęło 23 mieszkańców Gronkowa, zarówno z rąk Niemców, jak i partyzantów i UB.
Obecny kościół parafialny, pod wezwaniem Najświętszego Serca Maryi Panny, został konsekrowany 22 czerwca 1952 roku. W 1951 roku założono koło LZS. Elektryfikacja wsi miała miejsce w latach 1957–1958. W roku 1980 odbyły się pierwsze zajęcia w obecnym budynku szkoły. 14 lipca 1996 roku we wsi powstał lokalny oddział Związku Podhalan. W dniach 5–7 lipca 1997 roku wieś nawiedziła katastrofalna powódź; straty i koszty odbudowy wyniosły około 750 milionów tzw. "starych" złotych.

## Opis miejscowości
Gronków jest jedną z największych wsi w powiecie nowotarskim pod względem zaludnienia. Rozciąga się na przestrzeni 5 km w południowo-zachodniej części powiatu. Usytuowanie domów i budynków gospodarczych wyznacza dno doliny potoku Leśnica, nad którym były położone domy w pierwotnej wsi. Zabudowania gronkowskie wznoszą się na wysokość 580–650 m n.p.m. Układ zabudowy przestrzennej to modelowy przykład łańcuchówki dolinnej. Wieś wydłużona z północy na południe jest podzielona na poprzeczne pasy gruntów, czyli łan, zwane tu rolami. Ich nazwy pochodzą od nazwisk pierwszych osadników. Najstarsza część wsi była położona w środkowym i dolnym Gronkowie. W górnym Gronkowie w strefie pogórza w miejscu wykarczowanego lasu na tzw. zarębku powstawały nowe role, o czym świadczą istniejące tu do dziś nazwiska Zarębczanów i Nowaków. Idąc na południe od Ostrowska, do dziś spotykamy nazwy ról: Stachówka, Pająkówka, Niemcowa, Leśnicka, Kopciowa, Klejowa, Bryjowa, Chrobakowa i Rzepkowa.
Na terenie wsi działalność duszpasterską prowadzi rzymskokatolicka parafia Niepokalanego Serca NMP.